# 巴什兰干乡
巴什兰干乡，是中华人民共和国新疆维吾尔自治区和田地區皮山县下辖的一个乡镇级行政单位。

## 行政区划
巴什兰干乡下辖以下地区：
萨扎木村、托喀依村、巴什兰干村、托格拉科瑞克村和欧依托格拉克村。